# 漢斯·普特曼斯
漢斯·普特曼斯（荷蘭語：Hans Putmans；？—1654年），出身荷蘭共和國米德爾堡，是荷屬福爾摩沙第4任臺灣長官（任期1629年至1636年）。

## 生平
普特曼斯於1621年自米德爾堡前往亞洲。他在荷蘭東印度公司的早期職業生涯中曾前往暹羅、柬埔寨、北大年、蘇門答臘島西海岸和爪哇島東北海岸等地。1624年起，他在巴達維亞工作，並於1628年晉升為市議員委員會主席和中國公民的監督者。
1629年，他成為臺灣長官。1633年，他在中國沿海領導了一場針對鄭芝龍部眾的軍事行動；在行動中，普特曼斯除遣用公司的船隻，還僱用大量中國海盜船。在鼓浪嶼附近的一次突襲中，他摧毀了鄭芝龍在那裡建造的艦隊。幾個月後，鄭芝龍在料羅灣海戰中擊敗荷蘭東印度公司；鄭芝龍方面摧毀了三艘東印度公司船隻，並包圍了一艘，其餘五艘船逃脫。
此後，普特曼斯聚焦於讓臺灣的農業蓬勃發展。為了促使水稻種植和蔗糖產業的蓬勃發展，他推出政策吸引中國大陸沿海漢人前往臺灣墾殖。
1635年，普特曼斯率眾發動麻豆社之役（參看荷蘭在臺灣之平定行動）。
1636年4月，發生了公司為了報復拉美島居民所進行的屠殺事件。同年12月，他乘公司的班達號（荷蘭語：Banda）船，離開巴達維亞前往荷蘭。 隔年，他自阿姆斯特丹遷居代爾夫特。
他的兒子Gerard Jansz Putmans後來曾任代爾夫特市長。